# Нанчан CJ-6
Нанчан CJ-6 е китайски учебен витлов самолет, предназначен за начално обучение по въздухоплаване.

## Развитие и описание
Доста разпространена грешна представа е, че CJ-6 е китайско копие на Як-18. Всъщност Китай произвежда Як-18 под названието Нанчан CJ-5. С развитието на учебното въздухоплаване се появява нуждата от по-усъвършенстван самолет с троен колесар и по-добри технически характеристики. Китайските инженери преценяват, че Як-18 и CJ-5 няма да отговарят на нуждите на китайските военновъздушни сили.
През 1957 година Бушъ Чън и Лин Дзяхуа разработват нов дизайн за учебен самолет, като преработват недостатъците на Як-18. Техният дизайн включва алуминиев полу-монококов фюзелаж с профил на крилете тип „Кларк“ и ясно изразен дихедралов ъгъл на крилете. Тестовете в аеродинамичен тунел доказват качествата на дизайна, и производството е поето от Производствено предприятие Нанчан под ръководството на Гоа Джъннин. Първият полет е извършен от Лу Маофан и Хъ Инси на 27 август 1958.
Прототипът е задвижван от чешки двигател, но изпитанията доказват нуждата от по-мощна силова установка и Китай усвоява производството на съветския АИ-14 с мощност 260 к.с. под названието Хоусай HS-6. След усвояването на производство и на съответваща перка, CJ-6 влиза в серийно производство. През 1965 година мощността на двигателя е увеличена до 285 к.с. и двигателят получава названието HS-6A, а самолетите с този двигател – CJ-6А. Самолетът използва много пневматични механизми, особено при системите за управление. Механизмът се запълва от въздушна помпа, захранвана от двигателя.
Произведени са над 3000 броя за употреба в Китай и износ.

## Варианти
Хунджуан-505 (Червен занаятчия)
Първоначално означение за самолета.
CJ-6
Базов вариант.
CJ-6A
Подобрен вариант с двигател 285 к.с.
CJ-6B
Двуместен вариант за граничен патрул, с въоръжения и 300 к.с. двигател HS-6D. Произвеждан в малки количества.
BT-6
Износно означение за CJ-6 и CJ-6A.
PT-6A
Износен вариант на CJ-6A.
Haiyan A (Буревестник)
Прототип за селскостопански цели от 1985.
Haiyan B
Едноместен вариант за селскостопански цели и огнеборство с 345 к.с. двигател.
Haiyan C
Вариант за селскостопанската авиация, спорт и любителско въздухоплаване.

## Оператори
Албания
Военновъздушни сили на Албания – 9 самолета.
 Бангладеш
Военновъздушни сили на Бангладеш – 40 доставени, 25 в експлоатация.
 Еквадор
Въоръжени сили на Еквадор (Армейска авиация) — 2.
 Замбия
Военновъздушни сили на Замбия – неизвестен брой.
 Камбоджа
Военновъздушни сили на Камбоджа – изтеглен от употреба.
 Китай
Военновъздушни сили на Китайската народна република – голям брой
Военноморски сили на Китайската народна република – голям брой
 Лаос
Военновъздушни сили на Лаос – вероятно изтеглен от употреба.
 Северна Корея
Военновъздушни сили на Северна Корея — 180.
 Танзания
Военновъздушни сили на Танзания – 2.
 Шри Ланка
Военновъздушни сили на Шри Ланка – 8.

### Друга употреба
CJ-6 е популярен самолет за любители и в САЩ може да се намери на цени от порядъка на $ 75 000. Често е търсен от любители и авиоклубове в САЩ, Австралия, Великобритания, Южна Африка и други страни.

## Характеристики
Източник:
Общи характеристики
- Екипаж: 2
- Дължина: 8,46 метра
- Размах на крилете: 10,22 метра
- Височина: 3,3 метра
- Тегло (празен): 1095 килограма
- Максимална излетна маса: 1400 килограма
- Силова установка: 1х Джоуджоу HS6A (различни типове при различните варианти), 285 к.с.

Технически характеристики
- Максимална скорост: 300 км/ч
- Обсег: 700 км
- Таван на полета: 6300 метра

Въоръжение
- 2х 7,62 мм картечици
- Гондоли за оръжия под крилете
- Свободнопадащи бомби
- НУРС